# Genocídio cambojano

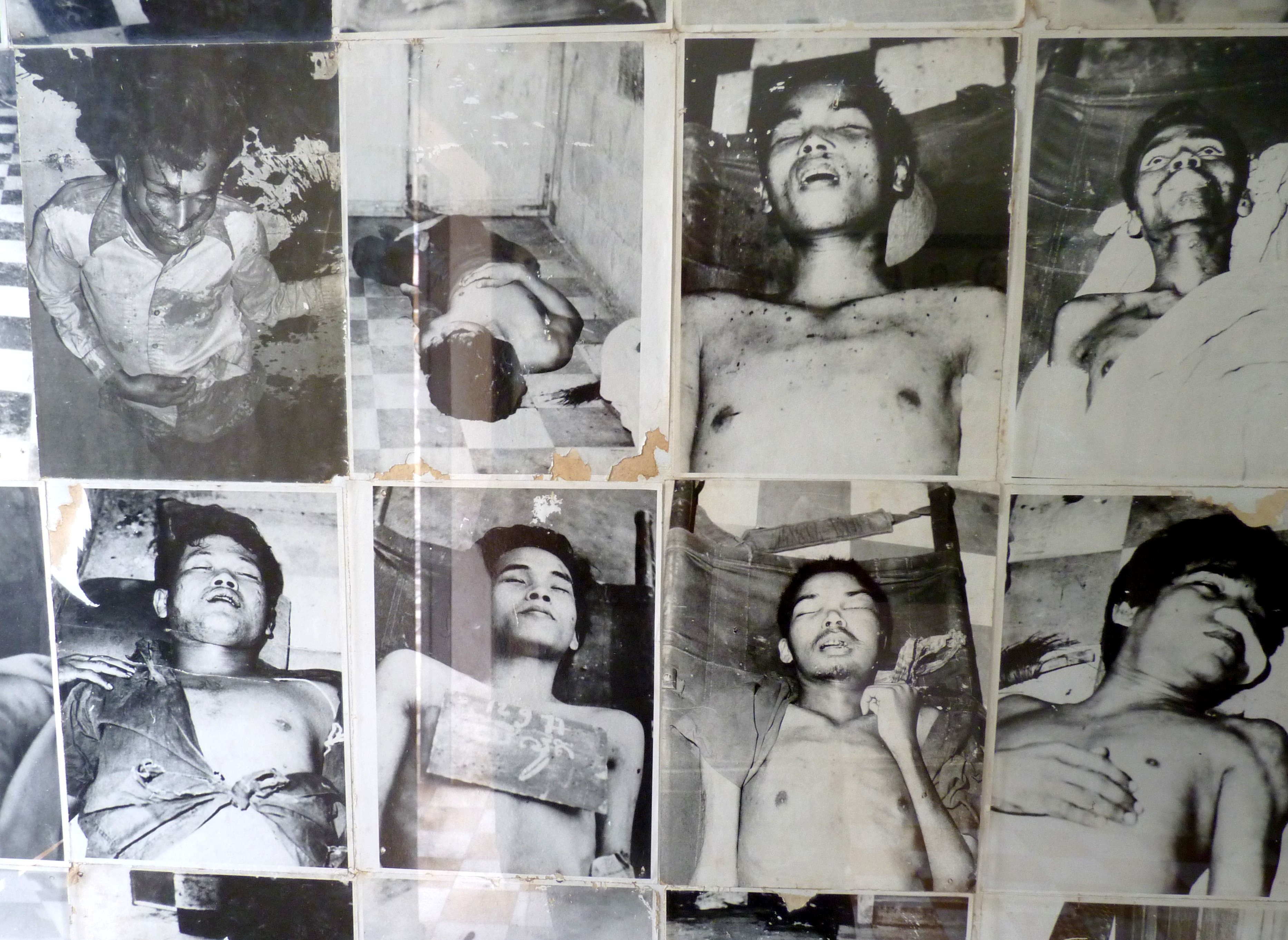
Fotos de vítimas na prisão de Tuol Sleng

O genocídio cambojano foi o assassinato em massa promovido no Camboja pelo regime do Quemer Vermelho liderado por Pol Pot, entre 1975 e 1979, que empurrou radicalmente o Camboja para o socialismo. Estima-se que, em quatro anos, cerca de 1,7 a 2 milhões de pessoas foram executadas — cerca de 25% da população da época.

## Antecedentes históricos
Surgido por volta de 1969, o Quemer Vermelho era uma pequena guerrilha comunista composta por cerca de 4 mil membros que atacava postos militares isolados. De 1970 a 1973, uma campanha massiva de bombardeio dos Estados Unidos contra o Quemer Vermelho devastou a zona rural do Camboja, sendo esta ação um fator significativo que levou ao aumento do apoio ao Quemer Vermelho entre o campesinato cambojano. De acordo com Ben Kiernan, o Quemer Vermelho “não teria ganhado o poder sem a desestabilização econômica e militar do Camboja pelos Estados Unidos … a devastação e o massacre de civis causados pelo bombardeio foram usados como propaganda de recrutamento e como desculpa para suas políticas brutais e radicais e o expurgo de comunistas moderados e sihanoukistas”
Posteriormente, em 1975, os aliados de Pol Pot tomaram Phnom Penh, a capital cambojana, e expulsaram Lon Nol, o primeiro-ministro do país. 

### Apoio do Partido Comunista Chinês

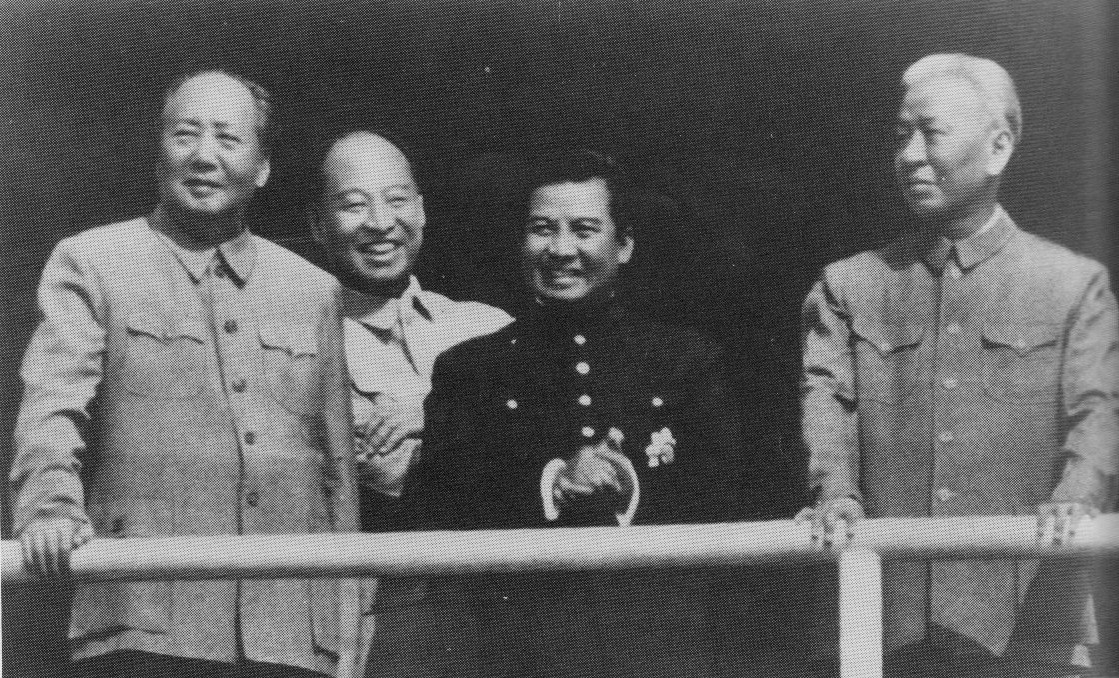
Mao Tsé-Tung, Peng Zhen, Norodom Sihanouk e Liu Shaoqi (1965).

Pol Pot e o Quemer Vermelho há muito eram apoiados pelo Partido Comunista Chinês (PCC) e pelo presidente do PCC, Mao Tsé-Tung. Estima-se que pelo menos 90% da ajuda externa ao Quemer Vermelho veio da China, com 1975 sozinho tendo pelo menos US$1 bilhão em ajuda econômica e militar sem juros da China. Depois de tomar o poder em abril de 1975, o Quemer Vermelho queria transformar o país rapidamente no comunismo, seguindo as políticas do ultramaoísmo e influenciado pela Revolução Cultural chinesa. Pol Pot e outros oficiais do Quemer Vermelho se reuniram com Mao em Pequim em junho de 1975, recebendo aprovação e conselho, enquanto oficiais de alto escalão do PCC, como Zhang Chunqiao, mais tarde visitaram o Camboja para oferecer ajuda. Durante o genocídio, a China foi o principal patrono internacional do Quemer Vermelho, mas uma série de crises internas em 1976 impediu Pequim de exercer uma influência substancial sobre as políticas do Quemer Vermelho.
Logo depois que Deng Xiaoping se tornou o líder supremo da China em dezembro de 1978, os vietnamitas invadiram o Camboja e acabaram com o genocídio derrotando o Quemer Vermelho em janeiro de 1979. No início de 1979, a China iniciou uma guerra com o Vietnã para retaliar a invasão do Camboja pelo Vietnã. No entanto, Deng foi convencido por uma conversa com o primeiro-ministro de Cingapura, Lee Kuan Yew, a limitar a escala e a duração da guerra. Após a guerra de um mês, Cingapura tentou servir como mediador entre o Vietnã e a China na questão cambojana.

## O massacre
Uma vez no poder, o Quemer Vermelho queria transformar o país em uma república socialista agrária baseada no maoísmo e influenciada pela Revolução Cultural. Pol Pot, junto com alguns funcionários, encontrou-se com Mao em Pequim em 1975, onde recebeu aprovação e aconselhamento. Mas antes de sair de Pequim, o primeiro-ministro Zhou disse-lhe: "…O seu objetivo agora não deve ser entrar no comunismo imediatamente, têm de passar por uma transição longa para o socialismo.  Se vocês abandonarem este bom senso comunista, só trarão desastre para o seu povo.  O comunismo deve significar a felicidade, prosperidade, dignidade e liberdade do povo.  Caso alguém desconsidere a realidade do povo e do país, e queira tornar realidade o comunismo imediatamente, é claro que vai levar o país e o povo para uma miséria extrema." Durante o genocídio, a China foi o principal patrocinador internacional do Quemer Vermelho, fornecendo "mais de 15.000 conselheiros militares" e a maior parte da ajuda externa. Estima-se que pelo menos 90% da ajuda externa ao Quemer Vermelho veio da China.
O Quemer Vermelho tentou "aplicar o comunismo integral imediatamente, sem aquele período de transição que parecia fazer parte dos fundamentos da ortodoxia marxista-leninista", eles tinham certeza de que teriam sucesso porque o Camboja era um país menor, mais homogêneo e governável do que a China. Para atingir seus objetivos, o Quemer Vermelho aboliu a moeda, aniquilou as classes proprietárias, intelectuais e comerciais para acabar com as diferenças sociais e esvaziou as cidades, obrigando os cambojanos a se mudarem para campos de trabalho forçado no campo, onde ocorreram execuções em massa, trabalho forçado, abuso físico, desnutrição e doenças. Em 1976, o nome do país foi alterado para Kampuchea Democrático.
O Quemer Vermelho frequentemente prendia e executava qualquer pessoa suspeita de ter ligações com o antigo governo cambojano ou governos estrangeiros, bem como profissionais, intelectuais, monges budistas, cristãos, muçulmanos e minorias étnicas. Mesmo aqueles que eram estereotipados como tendo qualidades intelectuais (como usar óculos ou falar vários idiomas) foram executados por medo de se rebelarem contra o Quemer Vermelho.
Pessoas foram presas e torturadas simplesmente porque suspeitavam que se opunham ao regime ou porque outros prisioneiros deram seus nomes sob tortura. Famílias inteiras (incluindo mulheres e crianças) acabaram na prisão e foram torturadas. Pol Pot disse "se você quer matar a grama, você também tem que matar as raízes". A maioria dos presos nem sabia o motivo da sua prisão e se ousaram perguntar aos guardas, os guardas apenas responderam dizendo que o Angkar (Partido Comunista do Kampuchea) nunca comete erros, o que significa que devem ter feito algo ilegal.

### Vida diária
As famílias foram separadas e os membros foram enviados durante meses a diferentes áreas para trabalhar, não houve tempo para a família, as crianças foram doutrinadas e separadas dos pais. As possibilidades de convivência íntima restringiam-se ao permitido pelo Partido — especialmente para a reprodução — e os jovens eram estimulados a denunciar os pais. A única causa era a vontade do regime comunista de alcançar o poder total isolando o indivíduo e submetendo-o ao Partido.

A relação sexual era proibida, o adultério ou a fornicação eram punidos com a morte (...) os membros de casais casados eram proibidos de [ter] conversas prolongadas, pois se dizia que se tratava de "briga" e [reincidência] era punia com a morte (...) Quando a fome e a epidemia se espalharam, os velhos e os doentes e os muito jovens, especialmente [os] órfãos, foram abandonados. Pessoas eram executadas em público e seus parentes eram forçados a assistir enquanto o irmão, mãe ou filho eram submetidos ao vil clube ou decapitados, esfaqueados, espancados até à morte ou (...) esfaqueados até à morte. Às vezes famílias inteiras eram executadas. (...) um professor chamado Tan Samay, que desobedeceu à ordem de ensinar aos seus alunos apenas o trabalho da terra, foi enforcado; seus próprios alunos, de oito a dez anos, tiveram que realizar a execução gritando: "Professor incapaz!" A terrível lista de crueldades é interminável. 
O Quemer Vermelho explorou milhares de crianças recrutadas e dessensibilizadas na adolescência para cometer assassinatos em massa e outras atrocidades durante e após o genocídio. Crianças doutrinadas eram ensinadas a seguir qualquer ordem sem hesitação.
O governo buscou controlar a população monopolizando o acesso a qualquer fonte de alimento. Árvores frutíferas foram destruídas, eliminando um tipo de fonte de nutrição. Muitos morreram comendo — em segredo — animais ou plantas venenosos ou mal cozidos.

### Tuol Sleng
Foi uma escola que foi usada como Prisão de Segurança 21 (S-21) pelo Quemer Vermelho. De 1976 a 1979, cerca de 20.000 pessoas foram presas em Tuol Sleng, um dos pelo menos 150 centros de tortura e execução estabelecidos pelo Quemer Vermelho. De acordo com um dos sobreviventes, Bou Meng, a tortura foi tão atroz que os prisioneiros tentaram suicídio por todos os meios, até com colheres. O sistema de tortura em Tuol Sleng foi projetado para fazer os presos confessarem os "crimes" dos quais foram acusados pelo Partido Comunista. Os presos eram rotineiramente espancados e torturados com choques elétricos, instrumentos de metal incandescente, sufocados com sacos plásticos, simulava-se o afogamento, as unhas dos presos eram removidas jogando álcool na ferida, a pele era retirada de algumas partes do corpo, os guardas estupraram as mulheres, mutilaram seus órgãos genitais e amputaram seus seios.
No primeiro ano de existência do S-21, os corpos foram enterrados perto da prisão. Nos anos seguintes, no entanto, os guardas ficaram sem espaço físico, de modo que os prisioneiros e suas famílias foram levados para o Centro de Extermínio Choeung Ek, onde foram mortos com machados, porretes, barras de ferro, rosários, motosserras e muitas outras armas.

## Depois do Kampuchea Democrático

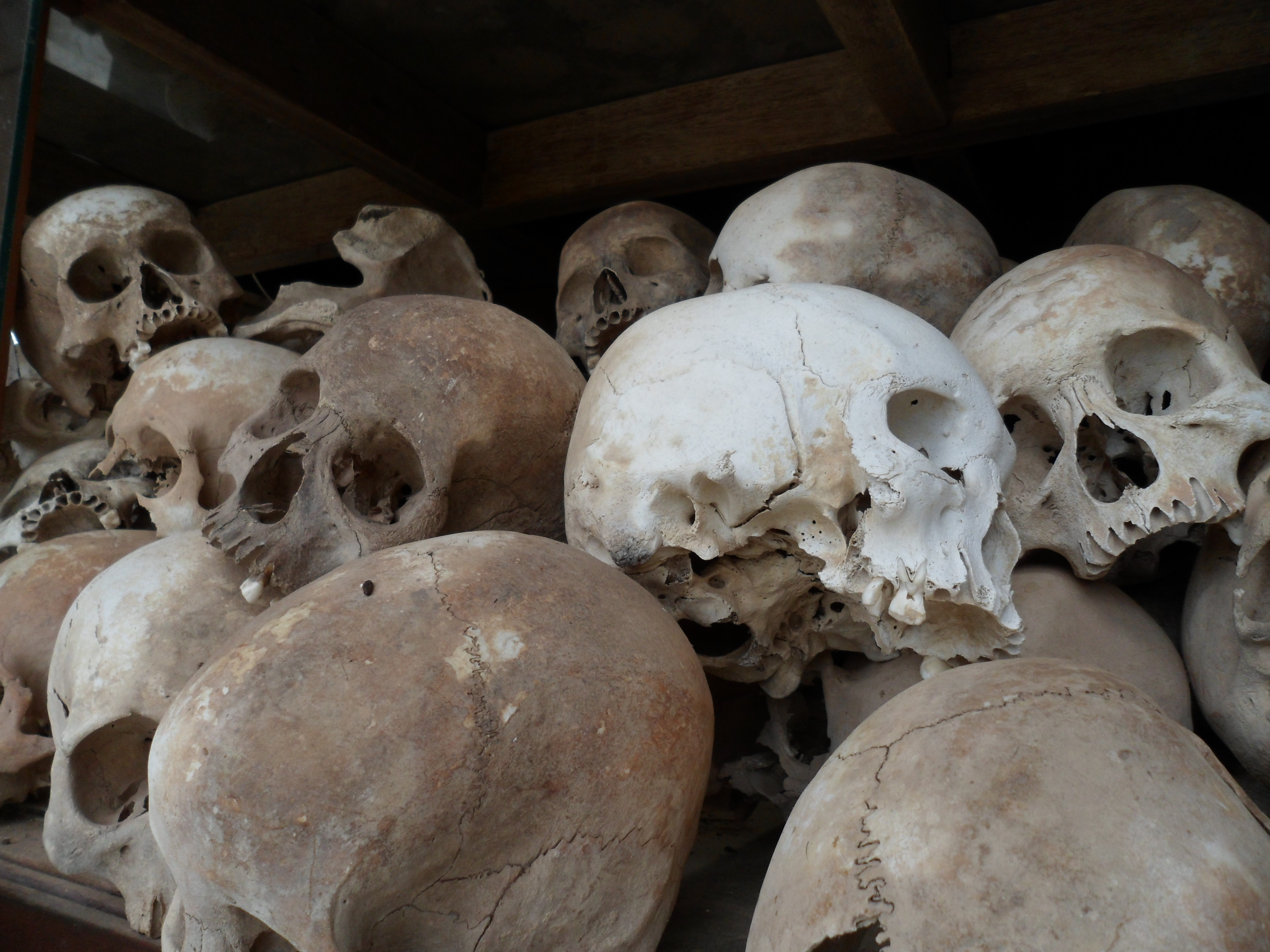
Crânios de Vítimas do Genocídio Cambojano

O regime só teve seu fim no começo de 1979, com a invasão de forças vietnamitas aliadas aos dissidentes de Pol Pot.
Desde 1997, o governo do Camboja e a ONU negociam a criação de um tribunal para o julgamento dos membros do regime de Pol Pot, o Quemer Vermelho. Em junho de 2000, a ONU e o governo do Camboja apresentaram um memorando de acordo em que de delineava "tribunal nacional com presença internacional".  Em 1996, sob assédio das forças de coalizão de governo, os guerrilheiros começaram a desertar e o grupo se dividiu. Son Sen, o substituto de Pol Pot, ensaiou negociar a paz — e, por isso, acabou executado junto com toda a sua família. Em meio à desordem, Pol Pot fugiu, acompanhado de seus fiéis seguidores, mas logo foi capturado por Ta Mok, um antigo líder do Quemer Vermelho, submetido a um julgamento-espetáculo na selva e condenado à prisão perpétua. Na noite de 16 de abril de 1998, Pol Pot foi encontrado misteriosamente morto, quando estava prestes a ser entregue à corte e ao julgamento.